# 百年住宅西日本
百年住宅西日本株式会社（ひゃくねんじゅうたくにしにほん）は、山口県山口市に本社を置く百年住宅傘下の日本の住宅メーカー。中国地方・九州地方を中心にプレハブ工法による鉄筋コンクリート構造の一戸建て住宅（注文建設および建て売り）を取り扱う。
2008年に民事再生法の適用を申請したウベハウスの受け皿会社として設立されたもの。

## 事業所
- 本社・山口工事センター
  - 山口県山口市嘉川3471-1（本社2階・工事センター1階）
- 熊本営業所
- 宇部営業所
  - 山口県宇部市東藤曲2丁目4-30 TYS HOUSING PLAZA ハウジングモール宇部
- 岩国営業所
  - 山口県岩国市新港町3丁目4-4 ハウジングメッセ岩国
- 福岡営業所
  - 福岡県大野城市南大利1丁目1-1 hitハウジングパーク大野城
- 山口工事センター福岡事務所
  - 福岡県大野城市御笠川1丁目10-16
- 広島営業所
  - 広島県広島市東区牛田新町2丁目10-12
- 広島工事センター
  - 広島県広島市安佐南区沼田伴6294-1
- 福山営業所
  - 広島県福山市緑町1-51 みどりまち展示場
- 福山工事センター
  - 広島県福山市春日町2丁目2-53 春日ビル1階
- 岡山営業所
  - 岡山県岡山市北区撫川1575-1 RSKハウジングプラザ
- 百年住宅西日本パネル工業株式会社（関連会社）
  - 鳥取県米子市古豊千561-2

## 沿革
- 2008年6月2日 ウベハウスの受け皿会社として百年住宅西日本株式会社を設立。
- 2008年6月4日 ウベパネル工業の受け皿会社として百年住宅西日本パネル工業株式会社を設立。
- 2008年6月16日 ウベハウス・ウベパネル工業が民事再生法の適用を申請。負債55億9300万円。百年住宅西日本・百年住宅西日本パネル工業にそれぞれ事業譲渡。